# Liste der Monuments historiques in Weyersheim
Die Liste der Monuments historiques in Weyersheim führt die Monuments historiques in der französischen Gemeinde Weyersheim auf.

## Liste der Bauwerke
| Bezeichnung      | Beschreibung                                                                          | Standort                 | Kennzeichnung | Schutzstatus | Datum | Bild           |
| ---------------- | ------------------------------------------------------------------------------------- | ------------------------ | ------------- | ------------ | ----- | -------------- |
| Kirche St-Michel | zwischen 1783 und 1807 nach Entwürfen von Nicolas Alexandre Salins de Montfort erbaut | Rue Baldung Grien (Lage) | PA00085235    | Inscrit      | 1930  | weitere Bilder |

## Liste der Objekte
| Bezeichnung                                                               | Beschreibung | Standort                       | Kennzeichnung | Schutzstatus | Datum | Bild           |
| ------------------------------------------------------------------------- | --- | ------------------------------ | ------------- | ------------ | ----- | -------------- |
| Skulptur Anna selbdritt                                                   | Holz, farbig gefasst, um 1480 | in der Kirche St-Michel (Lage) | PM67000444    | Classé       | 1969  |                |
| Skulptur Heiliger Wolfgang von Regensburg                                 | Holz, farbig gefasst und vergoldet, um 1488 | in der Kirche St-Michel (Lage) | PM67000443    | Classé       | 1969  |                |
| Liturgische Gewänder                                                      | Kasel, Stola, Manipel, Kelchvelum und Bursa; roter Seidenbrokat, Golddraht, erste Hälfte des 18. Jahrhunderts                                       | in der Kirche St-Michel (Lage) | PM67001883    | Classé       | 2016  |                |
| Hauptaltar                                                                | Altartisch, Tabernakel, Retabel, Altarkreuz und zwölf Leuchter; Holz und Stuck, farbig gefasst, sowie vergoldetes Metall, Ende des 18. Jahrhunderts | in der Kirche St-Michel (Lage) | PM67000442    | Classé       | 1969  | weitere Bilder |
| Zwei Seitenaltäre                                                         | jeweils Altartisch, Retabel und zwei Gemälde; Holz, farbig gefasst, sowie Ölfarbe auf Leinwand, Anfang des 19. Jahrhunderts                         | in der Kirche St-Michel (Lage) | PM67000445    | Classé       | 1969  | weitere Bilder |
| Gemälde Jesus übergibt die Schlüssel an Petrus und Jesus erscheint Paulus | Ölfarbe auf Holz, um 1500, aus der Umgebung von Hans Baldung Grien                                                                                  | in der Kirche St-Michel (Lage) | PM67000446    | Classé       | 1969  |                |
| Skulptur Madonna mit Kind                                                 | Prozessionsfigur; Holz, farbig gefasst, 1740 | in der Kirche St-Michel (Lage) | PM67000440    | Classé       | 1969  | weitere Bilder |
| Kanzel                                                                    | Holz und Stuck, bemalt, um 1775 | in der Kirche St-Michel (Lage) | PM67000441    | Classé       | 1969  | weitere Bilder |